# Kuthy Lajos
Kővágóörsi Kuthy Lajos (Érmihályfalva, 1813. január 9. – Nagyvárad, 1864. augusztus 27.) regény- és drámaíró, a Magyar Tudományos Akadémia levelező tagja, a Kisfaludy Társaság tagja.

## Élete
Kuthy Sándor székelyhídi református lelkész (aki Heidelbergben szerezte teológiai doktori címét) és técsői Vernyika Zsuzsánna fia, Érmihályfalván született 1813-ban, de apja már 1814-ben elfogadta a jövedelmezőbb székelyhídi egyház meghívását, és családjával oda költözött.
Kuthy ezen a természet szépségeivel megáldott helyen nyerte első benyomásait, melyek őt később e vidék kitűnő leírójává tették; itt terül el a szép költészettel leírt "Beszterczei lápvidék", itt ismerte meg a "Hazai rejtelmek" köznépét, ezt a kiváló alföldi magyar népet. Klasszikus műveltségű apja kezdte tanítani, majd 1821-ben a debreceni főiskolára adták szülei. A debreceni körbeliek (Földi János, Fazekas Mihály, Kovács József, Gyöngyösi János, Édes Gergely, Varjas János stb.) voltak tanárai. 1827-ben a bölcseleti karra iratkozott, ahol három évig filozófiával és történelemmel foglalkozott.
Engedve apja kívánságának, hogy lelkipásztor legyen, 1830 őszén teológiát kezdett tanulni. Már ekkor kitűnt társai közül verseivel és elbeszéléseivel. 1833-ban, harmadéves teológusként szakított a lelkészi pályával, és egy barátjának sérelme miatt többedmagával elhagyta a kollégiumot. Nevelőnek ment az Olasz családhoz Nagyváradra, és jogi pályára készült. Új helyén alkalma volt megismerkedni a Bihar vármegyei értelmiséggel, akik jó modora miatt megszerették. Itt kinevezték megyei joggyakornokká. Stílusa gyakornoki munkálataiban feltűnt a megyén és aljegyzővé választották. Az 1832. december 16-án Pozsonyban megnyílt országgyűlésen nagy harcok folytak, és Kuthy is szeretett volna eljutni ide. 1834-ben az új országgyűlési követ mellé rendelték patvaristának. Követével 1834 őszén ment Pozsonyba, ahol csakhamar belemerült a pozsonyi ifjúság mozgalmaiba, emellett jövedelmező állást is nyert Kossuth Lajos hírlapirodájában.
Mikor a rendek 1836. május 2-án feloszlottak, a helytartótanács kiadta az elfogatási parancsot Lovassy László és társai ellen. Kuthy sietett haza Asszonyvásárra (ahová apja időközben költözött), itt fogták el május 23-án és megláncolva Budára vitték a József-kaszárnyába, hol minden kihallgatás nélkül öt hónapig ült nedves földalatti boltban, míg végül 1837. március 7-én a hétszemélyes tábla által megerősített ítélet folytán szabadon engedték ugyan, de az ügyvédi vizsga letételétől eltiltották.
Újra az Olasz családnál nyert menedéket Nagyváradon, és néhány hét múlva ismét megyei aljegyzővé tették. Ekkor a város társas köreiben nagy kedveltségnek örvendett. Csakhamar szerelmes lett az alispán leányába, Thurzó Jettába, aki azonban 17 éves korában meghalt. A balsors és a szenvedélyek csakhamar szorgalmas és ünnepelt íróvá tették. Időközben Kolozsvárra ment, ahová az erdélyi ellenzék hívta meg az országgyűlési hírlap szerkesztésére. Az erdélyi országgyűlés azonban 1838. március 31-én feloszlott. Ekkor Kuthy Pestre ment, és Sombory Imre királyi táblabíró jurátusa lett. Ismételten folyamodott az ügyvédi vizsga letételéért, de hiába; 1844-ben megkapta ugyan az engedélyt, de ügyvéd többé nem lett.
Minden erejét az írói pályán érvényesítette, az akkori szépirodalmi lapoknak egyik legszorgalmasabb munkatársa volt. 1838-ban jelentek meg első novellái az Athenaeumban, ezeket később kilenc kötetben adták ki 1841 és 1853 között. Drámái: Az Ariadne (1838), Fehér és fekete (1839), I. Károly és udvara (1840). Az Ariadnét 1838-ban mutatták be a Nemzeti Színházban. Három színművével kevésbé volt szerencsés; a kritika elítélte. 1839. május 29-én oltárhoz vezette topai Kalicza Johanna szép és vagyonos komáromi leányt. Házassága azonban nem volt boldog: az egyszerű kisvárosi leány nem tudta magát beleélni az excentrikus férfi házi életébe, csakhamar visszament édesanyjához Komáromba, ahol együtt élt Vilma leányával (később Szabó Béláné; ennek szintén Vilma (Zsanet) lánya Kathona Gézának, a csallóközi ármentesítő társulat hivatalnokának lett felesége, majd férjével és anyjával az ősi Kalicza-házban lakott Komáromban).
Az 1839-es nyár végén, hogy felejtse bánatát, utazni ment a Felvidékre és Ausztriában is járt. Pestre visszatérve ismét régi ismerőseit, a színészeket és a színésznőket kereste fel, és az ő társaságukban keresett szórakozást. Barátai szívesen eljártak Kuthy ízlésesen berendezett, kényelmes lakásába is, ahol magyaros vendégszeretettel fogadta őket. A társaság éltetője volt Kuthynak, itt feledhette életének szenvedéseit. Minél előkelőbb volt a kör, melyben megjelenhetett, annál vidámabb, annál fesztelenebb volt, vidámsága, szellemes megjegyzései mindenkit elragadtak, csaknem mindenhol ő vezette a társalgást. A főurak a vidám, szellemes férfit nagyon kedvelték. Így jutott be József nádor szalonjába is, fiainak, István és József főhercegeknek ajánlása útján.
Előkelő nők körébe Batthyány Lajos grófnál jutott, aki 1843 elején meghívta Kuthyt magántitkárának. Batthyány nagy házat vitt, roppant kiterjedésű birtokainak felügyelete is nagy gonddal járt. Kuthy kötelességét híven és pontosan teljesítette, ezért Batthyány nagyon megszerette. Derült, vidám kedélye felvidította a hölgyeket is, akik körében vonzó külsejének és egyéniségének köszönhetően népszerű volt. Kuthy iránti rokonszenvüknek páratlan és irodalmukban a mai napig egyedülálló bizonyságát adták akkor, amidőn (1845 szeptemberében) az uzsorások kezébe került költő elárverezett, értékes bútorait a saját pénzükön megvásárolták és visszaadták neki.
A Magyar Tudományos Akadémia 1843. október 7-én választotta levelező tagjává, a Kisfaludy Társaság pedig 1845. január 28-án vette fel tagjainak sorába. Az 1843. május 24-én megnyílt országgyűlésre Batthyány Lajos gróffal ment Pozsonyba. Ekkor már országos hírnek és népszerűségnek örvendett, a fiatalabb írók és az országgyűlési ifjúság örömmel kereste fel Kuthy vendégszerető szállását. Az ünneplés jól esett hiúságának; megszokta a kényelmet, a fényűzést, sőt a pazarlást is, annyira, hogy mikor 1844. november 13-án az országgyűlés bezárult és ő Batthyányval visszatért Pestre, olyan életmódot folytatott, amely jövedelmét sokszorosan fölülmúlta: bútorait Párizsból hozatta, keleti pompa, délszaki növények illata fogadta a belépő vendégeket; hetenként kétszer-háromszor tea-estélyre hívta meg barátait; itt látogatta meg őt Jókai Mór is Petőfi Sándor társaságában.
Időközben lemondott magántitkári állásáról. 1845 elején a gyáralapító társaság megválasztotta titkárul, ezenkívül még több egyesületnek tagja és előadója volt. Hazai rejtelmek című regényének első három füzete 1846-ban jelent meg az újévi könyvpiacon, és nagy sikert aratott. Időközben hazalátogatott Asszonyvásárra apjához, ki egyházmegyéjében ülnök és esperességi jegyző volt; meglátogatta 1844. július 17-én elhunyt édesanyjának sírját; elutazott Aradra és Temesvárra, ahol 1845 októberében Temesmegye táblabírójává választották, ekkor gyűjtötte regényéhez az anyagot. 1846-ban részt vett a farsangi mulatságokban; táncolni nagyon szeretett. 1847 májusában hitelezői elől ismét vidékre menekült, és azután már ritkán fordult meg Pesten. Az év novembere elején megnyílt országgyűlésre Pozsonyba sietett Batthyányval, aki újra meghívta titkárának. Pozsonyban ismét úri életet élt. Jövedelmező titkári állása és a Hazai Rejtelmek hatezer forintnyi tiszteletdíja újra túlköltekezésre ragadta. Régi vidámsága azonban már eltűnt, a túlfeszített munka idegessé tette. Az 1848 márciusi napokban az általános lelkesedés Kuthyt is elragadta. Bár korántsem volt forradalmi ember és sejtette a véget, hivatalt vállalt és Batthyány miniszterelnöki irodájának igazgatója, majd Szemere Bertalan mellett osztálytanácsos lett. Egészsége azonban egyre hanyatlott, kedélye elkomorult. 1849-ben követte a kormányt Szegedre, majd Aradra is. Az augusztus 13-i fegyverletétel hírére Nagyváradra, onnét apjához Asszonyvásárra ment, majd a Rézhegység (Bihar megye) vidékén húzta meg magát nyolc hónapig. 1850 derekán Pestre utazott, hogy a polgári törvényszék előtt feljelentse magát, és kegyelmet nyert.
Budán a Szarvas téren bérelt hónapos szobácskát, mert pénze, jövedelme alig volt. Szorgalmasan írta novelláit, kezdetben Ariel név alatt. Bár ekkor is keresett író volt, és alig jelenhetett meg album, hírlap vagy folyóirat az ő írása nélkül, a megélhetés gondjai miatt kezdett kétségbeesni. Apjának 1851. május 26-án bekövetkezett halála is nagy fájdalmat okozott az érzékeny írónak. A Tátrafüreden töltött nyári évad némileg megerősítette őt. Szeptemberben testvéreihez ment, akik közül három hajadon leányt nagyon rossz anyagi körülmények közt talált. Mivel segítenie kellett őket, elhatározta, hogy nővéreinek biztos hajlékot szerez.
1853 őszén hivatalért folyamodott. December 6-án közölte a hivatalos Budapesti Hírlap, hogy a császári és királyi belügyminisztérium kinevezte másodosztályú megyebiztossá a nagyváradi helytartósági osztály területére. Hivatalos működését Szatmáron kezdte, 1855-ben már Aradon volt megyei főbiztos. Hivatalos emelkedésével híre, népszerűsége fokozatosan süllyedt. Régi társai, barátai gyakran szemére vetették ballépését, kárhoztatták tettét. Kuthy a támadásokat kikerülendő visszavonult tőlük, idegenkedő, tartózkodó lett velük szemben, de, ahol csak tehette, védte, pártolta a megtámadott magyar nemességet és polgárságot.
1855. március 5-én Erzsébet császárné első gyermekének, Zsófiának születése alkalmából Szózatot írt és nyomatott ki. E költeményt csak felszólításra s talán fenyegetésre készítette. A vers miatt ismerősei még mélyebb megvetéssel fordultak el tőle. A gyűlölködés miatt A királyné olvasója című, utolsó regényét, mely a Budapesti Hírlapban jelent meg 1860-ban, be sem fejezhette. A megtört, hanyatló erejű író társtalanul járt Pesten, egyedül, mindenkitől kerülve ült a Kisfaludy Társaságnak és a Magyar Tudományos Akadémiának termében, otthon a Tabán egy szűk és sötét szobácskájában merengett és vallásos elmélkedésekbe mélyedt.
A beteg Kuthyt 1861-ban felmentették a munkától és rendelkezési állapotba helyezték. 1862-ben lement Diószegre, majd a Bihar megyei Siterbe utazott, hogy némileg felüdüljön. Még ugyanebben az évben kinevezték Nagyváradra megyei főbiztossá a bűnfenyítő törvényszékhez 1470 forint fizetéssel. E fizetésből szépen megélhetett volna, de nem tudott gazdálkodni, a hitelezők régi adósságaiért perelték, az örökös perköltség miatt adóssága folyton nőtt. Végre 1863-ban csődöt kértek ellene. Adóssága 4520 forintot tett ki. Hitelezőinek fölajánlott 260 nyomatott ívre terjedő összes munkáit, ívét 25 forinttal számítva 6400 forint értékben, de sikertelenül. Csődbe kerülése miatt nyugdíjazták. Ekkor egy kis házat bérelt Nagyváradon, és itt tengette csekély nyugdíjából életét. 1864 augusztusában ideglázat kapott, és 27-én meghalt. A Kisfaludy Társaságban 1869-ben Degré Alajos mondott fölötte emlékbeszédet.
Költeményei, elbeszélései s egyéb cikkei a következő lapokban és évkönyvekben vannak: debreczeni Lant (1833. költ. és A szerencsés akadályok, elb., 1834. A szökevény, rege); Rajzolatok (1835. Farsangi kaland, 1836. Nagyváradi levél és költ.), Regélő (1834. Életszabályok, Jelenkori házasság, költ. 1836. Garcia de Marcarensas költő életrajza), Honművész (1834. Nagyváradról színi kritika, 1835. Szomorú hír Nagyváradról, 1839. Almanach-társaság, Császár Ferencz költeményeinek ism.), Athenaeum (1837. A beteg, költ., 1838. Szinháztárgyi viták, 1839. Egy éj a fővárosban, A szerelemféltő, A színésznő, Végrendelet, A számüzött, 1840. Mátka áldozat és költ., 1841. Az őrangyal, mutatvány Don Garcia cz. regényből és polemia), Regélő (1839. Vetélytárs, 1840. Nő és férjszeszély, 1841. Toulouse Saphoja); Emlény (1840. Balitéletek, 1841. Arthur és Jenő, A trónkövetelő), Religio és Nevelés (1841. A hitnevelés szüksége, Az apaüldöző), Világ (1847. I. 2. sz. Literaturai pártemberek ismertetéseül); Közlemények (1841. Bevezető szózat I. Ossian lelkéhez és költ.); Nemzeti Almanach (1841. költ., Divatkép, Az álomjáró), Regélő Pesti Divatlap (1842-43. A tőr és feszület, Nők és az élet székfoglaló és költ.) M. Életképek (1843. Egy iskolai kaland), Honderű (1843. Két elitélt, Freskófestések), Őrangyal (1843. Az önmérséklet jutalma), Pécsi Aurora (1843. beszély), Aradi Vészlapok (1844. Egy törpe, mutatv. Don Garciaból), Életképek (1844. Tohub, mutatv. Don Garciaból, Hortobágyi képek a Hazai Rejtelmekből, 1845. Válás, párbeszéd versben), Pesti Divatlap (1845. Egy hirlapi cikk, A kárpáti csúcsokon és költ., 1847. Téli csillagok I-IX. költ., Féltési párbaj, Álmom látogatójához, költ., Kakukk, költ., Beszterczei lápvidék, mutatv. a Hazai Rejtelmekből, Hatyári Gyárfás, Eléa köve, Érdember, Lehelke halála és költ.), Ajándok (1846. Az eskü órája), Hölgyfutár (1850. Emlékirat, költ., Egy hölgy imája, Nur fidel, A temerini hősnő, Szokott csalódások, Egy házi hivatalnok márczius előtt, 1851. Alarica Newa, 1852. Az ecsedi lidércz 1853. Beszélyem kijött a Hölgyfutárban), Remény (1851. A sir vadrózsája, Márczius előtti képek), Losnczi Phönix (1851. Az ifjú császár), Nagyenyedi Album (1851. Székely Katalin), Müller Gyula Naptára (1852. Egy kételkedő gazdag); Budapesti Hirlap (1860. 1-274. sz. A királyné olvasója, történeti regény, összesen 119 számban.)

## Művei
- A fehér és fekete, szomorújáték 4 felvonásban. Buda, 1839. (Szinműtár, kiadja Nagy Ignácz I. 3. Először adták Pesten a nemzeti szinházban 1839. febr. 19. és 25., szept. 5., Székesfejérvárt 1841. máj. 21. Kolozsvárt 1840. máj. 25., 1844. febr. 15. Ism. Honművész 1839. 18. sz.)
- Első Károly és udvara. Történelmi dráma 5 felvonásban. Uo. 1840. (Szinműtár I. 7. Jambusokban, az akadémiai pályázaton dicséretet nyert. Mind a két szinmű censurai példánya megvan a m. n. múzeum kézirati osztályában.)
- Kuthy munkái. Novellák. Pest, 1841-53. Kilenc kötet. (I. 1841. Gróf Széchenyi Istvánnak ajánlva, Cleopatra, Egy éj a fővárosban. A szerelemféltő, A színésznő, Nő és férjszeszély, 2. kiadása 1843., II. 1841. Cilley Borbála, Mátka áldozat, Toulouse Saphója, Végrendelet, A számüzött, Vetélytárs, 2. kiadás. Uo. 1843. III. 842. gróf Battyhány Antonia szül. Zichy grófnőnek ajánlva, Balitéletek, Arthur és Jenő, Az eskü órája, Délila, IV. 1842. gr. Károlyi Györgynének ajánlva, A trónkövetelő János fővétele, Divatkép, Igaz itélet, V. 1844. Egy alkalmi vers, Bizalom és gyanu, A tőr és feszület, Az apaüldöző, Az álomjáró, Egy iskolai kaland, Két elitélt, VI. 1851. Egy éj az altáborban, Hatyári Gyárfás, Eléa köve, Egy divatlapi cikk, Érdember; a cenzúra lefoglalta első cikke miatt és így került az 1852. kiadásba annak a helyébe a Zarskoje Selo c. novella, VII. 1852. A guerilla, Lyon lovag, Lehelke halála, Nur fidel, A temerini hősnő, Szokott csalódások, Nők és az élet, VIII. 1852. A kételkedő, Egy jobbágyper martius előtt, Szerencsés akadályok, A szökevény, rege, IX. 1853. Székely Katalin, Egy delejes nő végnapjai, Az ecsedi lidérc)
- Polgári szózat kelet népéhez. Röpirat. Uo. 1841 (Ism. Athenaeum, 1842)
- Hazai rejtelmek. Regény. Uo. 1846-47. Két kötet, 14 füzeben. (Újabb kiadásban: 1906. Első kötet Második kötet)
- Szózat Erzsébet austriai császárné ő fensége örvendetes szülésekor. Arad, 1855
- A királyné olvasója (1860)
- Egy iskolai kaland. Budapest, 1898 (Olcsó Könyvtár, 1071.)
- A szerelmes diák, Soóky Margit Könyvkiadó Vállalat, Budapest, 1943, 32 oldal
- Korvin (regény, nem jelent meg)

### Kéziratban
Ariadne a könnyelmű nő, Eredeti szomorújáték 4 felv. (Először Pesten 1838. szept. 24. Ism. Honmvész 78. s. Athenaeum II. 27. sz. kézirata a nemzeti szinháznál). Gyűjteményemben költemények: Hámor völgye, Kirablott sziget, Jós ige; levelei: hely és kelet nélkül sógorához topai Kalicza Zsigmondhoz Komáromban, ki nekem is sógorom volt, ezen levélen Kúthy-nak írta nevét; testvéréhez, kelet nélkül, hugaihoz, Pest, 1841. dec. 25., nővéréhez, Zimbró, 1859. jún. 21.; a Magyar Nemzeti Múzeumban: levele Petőfihez, Pest, 1845. március 16.
Arcképe névaláírásával: acélmetszés, rajzolta Barabás, metszette Mahlknecht Bécsben (Emlény, 1842 és Pécsi Aurora, 1843); kőnyomat, rajzolta Barabás, nyomat. Walzel Pesten, 1845 (Pesti Divatlap 1845. 1. sz.)